# Miele
Miele er en tysk producent af avancerede husholdningsapparater og kommercielt udstyr, der har hovedkontor i Gütersloh, Ostwestfalen-Lippe. Virksomheden blev grundlagt i 1899 af Carl Miele og Reinhard Zinkann og har altid været et familieejet drevet firma. I 2007 vandt selskabet en pris, som det mest succesrige selskab i Tyskland det år.